# ألكسندرا بيرس
ألكسندرا بيرس (بالإنجليزية: Alexandra Pierce)‏ هي ملحنة أمريكية، ولدت في 21 فبراير 1934 في فيلادلفيا في الولايات المتحدة.

## وصلات خارجية
- ألكسندرا بيرس على موقع ميوزك برينز (الإنجليزية)